# Федерація футболу Колумбії
Федерація футболу Колумбії (ісп. Federación Colombiana de Fútbol або FCF) — головний орган управління футболом в Колумбії. Заснована у 1924 році та стали членом ФІФА у 1936. Федерація футболу Колумбії є членом КОНМЕБОЛ та відповідає за збірну Колумбії з футболу. Штаб-квартира знаходиться у Боготі.